# Vladajuća stranka
Vladajuća stranka ili stranka na vlasti politička je stranka čiji članovi kontroliraju sve ili najveći dio organa vlasti u nekoj državi.
Kao izraz se često koristi za jedinu zakonom dopuštenu stranku u jednostranačkim političkim sustavima, ali i stranku koja u višestranačkom sustavu stalno uspijeva ili na izborima osvojiti većinu glasova u parlamentu ili je po jakosti uvijek prisutna u političkom vrhu države unutar stranačkih sporazuma (koalicija) ili oporbe. 
Tako su primjeri za jednostranačke sustave najčešće komunističke partije u komunističkim diktaturama, među kojima su se u povijesti isticale Komunistička partija Jugoslavije, Komunistička partija Kine i Komunistička partija SSSR-a, dok za vistranačke sustave Kršćansko-demokratska unija u Njemačkoj, Hrvatska demokratska zajednica u Hrvatskoj ili Srpska napredna stranka u Srbiji.
U državama s dvostranačkim sustavom, poput SAD-a, podjela na vladajuću stranku u pravilu ne vrijedi. Unatoč tome što je jedna od stranaka, bila ona Republikanska ili Demokratska, na vlasti, uvijek ona druga, suprotna stranka drži određeni dio saveznih država i oko četiri deseteine Kongresa. Zbog toga ona stranka na vlasti nema većinsku poliičku moć bez određenog slaganja ili nagodbe s drugom strankom.